# Liste des lacs de la Russie
Cette liste de lacs russes non exhaustive, regroupe les lacs de Russie.
| Nom                          | Sujet fédéral                                                 | Superficie (km²) | Hauteur au-dessus de la mer (m) | Profondeur (m) | Émissaire principal |
| ---------------------------- | ------------------------------------------------------------- | ---------------- | ------------------------------- | -------------- | ------------------- |
| Mer Caspienne                | Daguestan, Kalmoukie, Oblast d'Astrakhan                      | 371 000          | −28                             | 1025           | Endoréisme          |
| Lac Baïkal                   | Bouriatie, Oblast d'Irkoutsk                                  | 31 500           | 456                             | 1637           | Angara              |
| Lac Ladoga                   | République de Carélie, Oblast de Léningrad                    | 17 703           | 4                               | 225            | Neva                |
| Lac Onega                    | République de Carélie, Oblast de Léningrad, Oblast de Vologda | 9 616            | 32                              | 124            | Svir                |
| Lac Taïmyr                   | Kraï de Krasnoïarsk                                           | 4 560            | 6                               | 26             | Taïmyr              |
| Lac Khanka                   | Kraï du Primorie                                              | 4 190            | 68                              | 10             | Soungatcha          |
| Lac Peïpous                  | Oblast de Pskov                                               | 3 555            | 30                              | 15             | Narva               |
| Uvs nuur                     | Touva                                                         | 3 350            | 753                             | 15             | Endoréisme          |
| Lac Tchany                   | Oblast de Novossibirsk                                        | 1 990            | 105                             | 12             | Endoréisme          |
| Lac Beloïe                   | Oblast de Vologda                                             | 1 290            | 113                             | 20             | Cheksna             |
| Lac Topozero                 | République de Carélie                                         | 986              | 110                             | 56             | Kovda               |
| Lac Ilmen                    | Oblast de Novgorod                                            | 982              | 18                              | 10             | Volkhov             |
| Lac de Khantaï               | Kraï de Krasnoïarsk                                           | 822              | 65                              | 420            |                     |
| Lac Segozero                 | République de Carélie                                         | 815              | 120                             | 103            | Segueja (ru)        |
| Lac Imandra                  | Oblast de Mourmansk                                           | 812              | 128                             | 67             | Niva                |
| Lac Piassino                 | Kraï de Krasnoïarsk                                           | 735              | 28                              | 10             | Piassina            |
| Lac de Koulounda             | Kraï de l'Altaï                                               | 728              | 98                              | 4              | Endoréisme          |
| Lac Piaozero                 | République de Carélie                                         | 659              | 110                             | 49             | Kovda               |
| Lac Vygozero                 | République de Carélie                                         | 560              | 89                              | 24             | Vyg                 |
| Lac Nerpitchie               | Oblast du Kamtchatka                                          | 552              | 0,4                             | 12             | Oziornaïa           |
| Lac Labaz                    | Kraï de Krasnoïarsk                                           | 470              | 47                              | ?              | Boganida (ru)       |
| Lac Krasnoïe (ru)            | District autonome de Tchoukotka                               | 458              | 0                               | 4              | Anadyr              |
| Lac Keta                     | Kraï de Krasnoïarsk                                           | 452              | 93                              | 180            | Rybnaïa (ru)        |
| Lac Oubinskoïe (ru)          | Oblast de Novossibirsk                                        | 440              | 134                             | 4              | Oubinka (ru)        |
| Lac Pekoulneïskoïe (ru)      | District autonome de Tchoukotka                               | 435              | 0,7                             | ?              | Maïna               |
| Lac Oumbozero                | Oblast de Mourmansk                                           | 422              | 149                             | 115            | Oumba               |
| Lac Voje                     | Oblast de Vologda                                             | 416              | 120                             | 4              | Svid (ru)           |
| Lac Koubenskoïe              | Oblast de Vologda                                             | 407              | 109                             | 13             | Soukhona            |
| Lac Tchouktchaguirskoïe (ru) | Kraï de Khabarovsk                                            | 366              | 70                              | 6              | Oldjikan            |
| Lac Portniaguino             | Kraï de Krasnoïarsk                                           | 360              | 62                              | ?              | Goussika (ru)       |
| Lac Manytch-Goudilo          | Kalmoukie, Kraï de Stavropol, Oblast de Rostov                | 344              | 10                              | 1              | Manytch             |
| Lac Bolon (ru)               | Kraï de Khabarovsk                                            | 338              | ?                               | 3              | Amour               |
| Lac Latcha                   | Oblast d'Arkhangelsk                                          | 334              | ?                               | 6              | Onega               |
| Lac Oudyl (ru)               | Kraï de Khabarovsk                                            | 330              | ?                               | 5              | Oukhta              |
| Lac Mogotoïevo (ru)          | République de Sakha                                           | 323              | ?                               | ?              | ?                   |
| Lac Vodlozero                | République de Carélie                                         | 322              | 136                             | 4              | Vodla               |
| Lac Lama                     | Kraï de Krasnoïarsk                                           | 318              | ?                               | ?              | Lama (ru)           |
| Lac Orel                     | Kraï de Khabarovsk                                            | 314              | ?                               | 4              | Amour               |
| Lac Kizi (ru)                | Kraï de Khabarovsk                                            | 280              | ?                               | 4              | Amour               |
| Lac Melkoïe                  | Kraï de Krasnoïarsk                                           | 270              | ?                               | 22             | Talaïa              |
| Lac Koungassalakh (ru)       | Kraï de Krasnoïarsk                                           | 270              | 76                              | ?              | Novaïa              |
| Lac Siamozero                | République de Carélie                                         | 266              | ?                               | 24             | Siapsia             |
| Kouïto                       | République de Carélie                                         | 257              | 101                             | ?              | Kem                 |
| Pyhäjärvi                    | République de Carélie                                         | 255              | 80                              | 32             | Saimaa              |
| Lac Boustakh (ru)            | République de Sakha                                           | 249              | ?                               | ?              | Souboustakh         |
| Lac Yaroto (ru)              | Oblast de Tioumen                                             | 247              | ?                               | 8              | Iouribeï            |
| Lac Sartlan (ru)             | Oblast de Novossibirsk                                        | 238              | ?                               | 6              | Endoréisme          |
| Lac Esseï                    | Kraï de Krasnoïarsk                                           | 238              | 266                             | ?              | Sikäï Sään          |
| Lac Nerpitche (ru)           | République de Sakha                                           | 237              | ?                               | ?              | ?                   |
| Lac Vivi                     | Kraï de Krasnoïarsk                                           | 229              | ?                               | ?              | Vivi (ru)           |
| Lac Kovdozero                | Oblast de Mourmansk                                           | 224              | 37                              | 63             | Kovda               |
| Lac Keret                    | République de Carélie                                         | 223              | 91                              | 5              | Keret (ru)          |
| Lac Teletskoïe               | République de l'Altaï                                         | 223              | 434                             | 325            | Biia                |
| Lac Seliger                  | Oblast de Novgorod, Oblast de Tver                            | 222              | 205                             | 24             | Selijarovka         |
| Lac Niouk                    | République de Carélie                                         | 214              | 134                             | 40             | Rastas              |
| Lac Lovozero                 | Oblast de Mourmansk                                           | 209              | ?                               | 35             | Voronia             |
| Lac Bolchoïe Morskoïe (ru)   | République de Sakha                                           | 205              | ?                               | ?              | Ankavaam            |
| Lac Kronotski                | Oblast du Kamtchatka                                          | 200              | 372                             | 148            | Kronotskaïa (ru)    |
| Jänisjärvi (ru)              | République de Carélie                                         | 200              | ?                               | 51             | Jänisjoki           |
| Lac Nachikinskoïe            | District fédéral extrême-oriental                             | 7,2              | ?                               | 202            |                     |